# Swammerdamia heroldella
Swammerdamia heroldella is een vlinder uit de familie van de stippelmotten (Yponomeutidae). De wetenschappelijke naam van de soort werd in 1825 gepubliceerd door Jacob Hübner.